# Jungfernsee
Le Jungfernsee (littéralement : « lac de la Vierge ») est un lac de l'ère glaciaire qui s'étend au nord de la ville de Potsdam en Allemagne. Il fait partie de la rivière Havel qui coule le long de sa rive sud-est. 

## Géographie

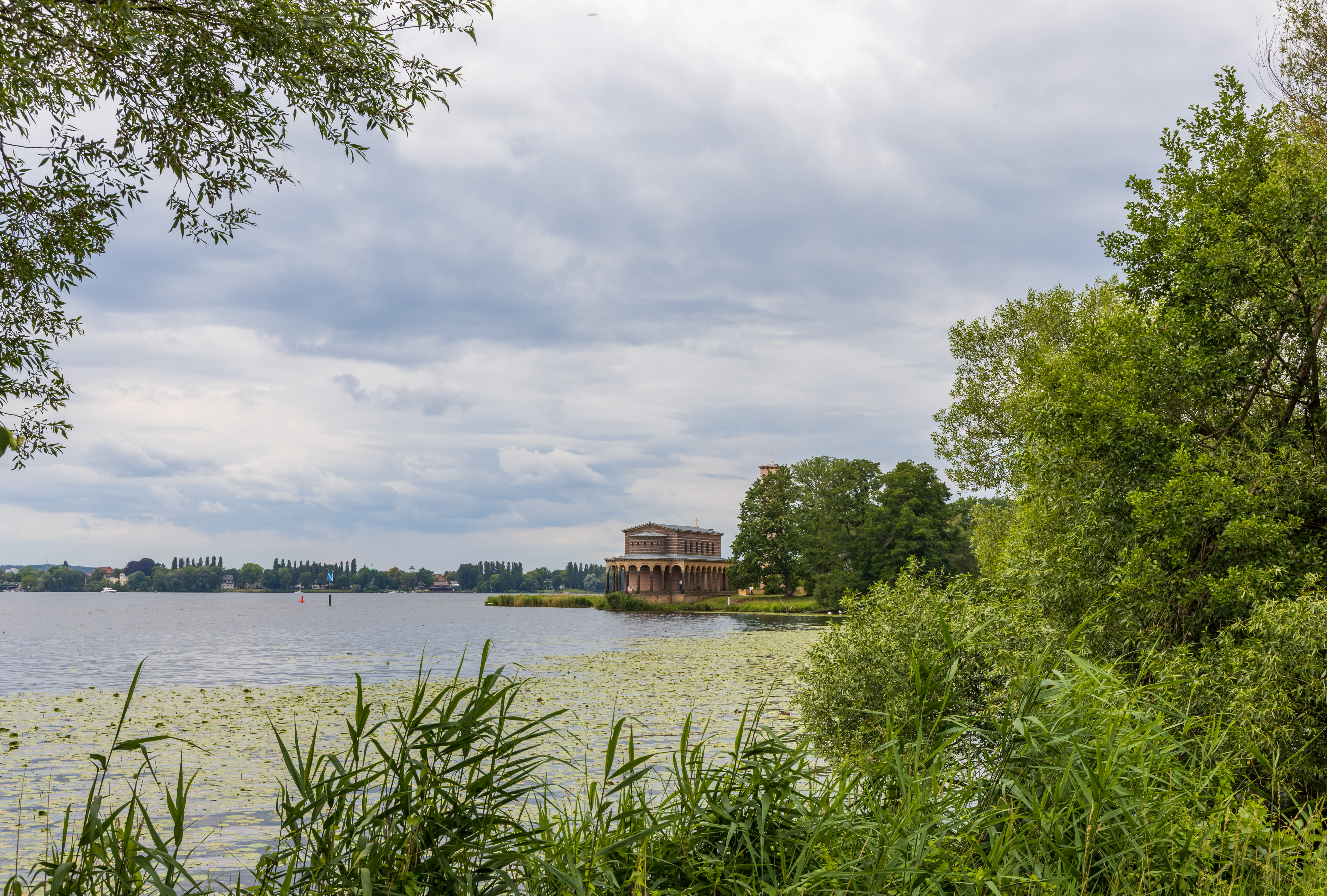
Vue sur le lac depuis la Heilandskirche.

Le plan d'eau mesure 3,52 km du quartier de Nedlitz au nord-ouest jusqu'aux limites de Berlin-Wannsee au sud-est, sur 1,45 km de large au maximum. Son point le plus étroit mesure 180 m. Sa profondeur maximale est d'environ 4 m, sa superficie totale de 1 242 km2. Au nord-ouest, le canal Sacrow-Paretz offre un raccourci pour les bateaux naviguant sur la Havel en reliant le lac au village de Paretz. 
Le lac, niché au cœur d'un paysage culturel, est entouré des châteaux et jardins prussiens de Berlin-Brandebourg, un site inscrit du patrimoine mondial de l'UNESCO. Le château de Cecilienhof et le Meierei im Neuen Garten se trouvent sur la rive sud, le château de Sacrow avec l'église du Saint-Sauveur (Heilandskirche) au nord, et le château de Glienicke au sud-est. Ici, le pont de Glienicke, sur lequel passe la Bundesstraße 1 entre Berlin et Potsdam, enjambe l'exutoire de la rivière Havel.